# Am I a Girl?
Am I a Girl? es el segundo álbum de estudio de la cantante y personalidad de YouTube estadounidense Poppy. Fue lanzado el 31 de octubre de 2018, por su propio sello, I'm Poppy y Mad Decent. La gira Am I a Girl? Tour se realizó a finales de 2018 y principios de 2019.
Antes de su lanzamiento, Poppy había descrito el álbum con una influencia francesa, vaporwave y Kate Bush. Junto con Diplo, también incluye colaboraciones con Fernando Garibay y Grimes.

## Sencillos
El primer sencillo "In a Minute" fue lanzado del álbum el 27 de julio de 2018. El 10 de agosto, el video musical se estrenó junto con el lanzamiento del segundo sencillo "Time Is Up" con Diplo.
El 12 de octubre de 2018, Poppy lanzó "Fashion After All" como el tercer sencillo del álbum, seguido del cuarto sencillo "Hard Feelings" el 19 de octubre. "X" se lanzó como el quinto sencillo del álbum el 25 de octubre de 2018. El video musical de "X" se lanzó el 5 de noviembre de 2018.
El 30 de octubre de 2018, "Play Destroy", que presenta a la cantante canadiense Grimes, se lanzó temprano en el canal de YouTube de Poppy varias horas antes de que el álbum saliera a la venta en todo el mundo. Esta pista recibió atención crítica por su mezcla de pop y heavy metal. Maura Johnston, de Rolling Stone, describió el cambio del álbum a la música metal en su segunda mitad como una satisfactoria "crítica de lo que se tiene que hacer para sobrevivir en 2018", y Poppy se refirió al género como "Poppymetal" and Poppy referred to the genre as "Poppymetal".

## Recepción
Am I a Girl? recibiría una recepción mixta por parte de la crítica musical. Highsnobiety se referiría a Poppy como «intrigante sí no es que totalmente carismática», describiendo al álbum como «un suficientemente agradable disco de club, pero que falla en agregar algo nuevo a la conversación». AllMusic señaló que el sentido del humor de Poppy es evidente durante el registro y remarcó que aunque «no es tan cohesivo como Poppy.Computer, Am I a Girl? definitivamente no es obsoleto, y logra expandir el sonido y la identidad de Poppy lo suficiente como para mantener a los fanáticos escuchando y adivinando».

## Lista de canciones
Créditos adaptados de Tidal.

| N.º   | Título                      | Escritor(es)                                                                           | Productor(es)                           | Duración |  |
| 1.    | «In a Minute»               | Kate Nash, Simon Wilcox, Sir Nolan, Moriah Pereira                                     | Ryosuke Sakai                           | 2:53     |  |
| 2.    | «Fashion After All»         | Tommy English, Corey Mixter, Pereira                                                   | Wax Motif                               | 3:23     |  |
| 3.    | «Iconic»                    | Wilcox, Mixter, Pereira                                                                | Fernando Garibay, Ramiro Padilla, DNNYD | 2:52     |  |
| 4.    | «Chic Chick»                | Wilcox, Mixter, English, Pereira                                                       | Vaughn Oliver                           | 2:54     |  |
| 5.    | «Interlude 1»               | Pereira                                                                                | Sakai                                   | 0:47     |  |
| 6.    | «Time Is Up» (con Diplo)    | English, Mixter, Oliver, Thomas Wesley Pentz, Thomas Helsloot, Wilcox, Alvaro, Pereira | Pentz, Alvaro, Helsloot, Oliver         | 3:29     |  |
| 7.    | «Aristocrat» (con Garibay)  | Mixter, Wilcox, Garibay, Ramiro Padilla, Daniel Padilla, Pereira                       | Garibay, Padilla, DNNYD                 | 3:21     |  |
| 8.    | «Hard Feelings»             | Mixter, Pereira, Garibay, Ramiro Padilla, Daniel Padilla, Chris Greatti, Wilcox        | Garibay, Padilla, DNNYD                 | 3:39     |  |
| 9.    | «Girls in Bikinis»          | Wilcox, Mixter, Pereira                                                                | Oliver                                  | 2:25     |  |
| 10.   | «The Rapture Ball»          | Mixter, Wilcox, English, Pereira                                                       | Aryay                                   | 3:00     |  |
| 11.   | «Interlude 2»               | Pereira                                                                                | Sakai                                   | 1:06     |  |
| 12.   | «Am I a Girl?»              | Wilcox, Mixter, Pereira                                                                | Mixter, Zakk Cervini                    | 3:37     |  |
| 13.   | «Play Destroy» (con Grimes) | Claire Boucher, Authentic Songwriter, Greatti, Pereira                                 | Greatti, Boucher                        | 3:05     |  |
| 14.   | «X»                         | Cervini, Greatti, Mixter, Pereira                                                      | Greatti, Cervini                        | 2:54     |  |
| 39:28 |                             |                                                                                        |                                         |          |  |

Notas
- En las versiones físicas del álbum, «Interlude 1» e «Interlude 2» aparecen bajo el título de «+».